# Das Leichenhaus der lebenden Toten
Das Leichenhaus der lebenden Toten (Originaltitel: Non si deve profanare il sonno dei morti) ist ein italienisch-spanischer Horrorfilm von Regisseur Jorge Grau aus dem Jahr 1974. Ein späterer Aufführungstitel war Invasion der Zombies.

## Handlung
Der Londoner Kunsthändler George, ein Freigeist und Hippie, fährt übers Wochenende zu seinem neuen Landhaus im idyllischen Windermere, um neben dem hektischen Stadtleben vor allem der anhaltenden Umweltverschmutzung zu entfliehen. Unterwegs wird sein Motorrad versehentlich von der attraktiven Edna an einer Tankstelle beschädigt und er so zunächst an einer Weiterfahrt gehindert. Die Unfallverursacherin, die sich gerade auf dem Weg zu ihrer drogenabhängigen Schwester Katie und deren Mann Martin befindet, nimmt ihn gezwungenermaßen ein Stück in ihrem Kleinwagen mit, um ihn später an einem Nachbarort abzusetzen, wo George mit einem Handwerker verabredet ist.
Die beiden gelangen schließlich in eine Region, in der eine Kommission des britischen Landwirtschaftsministeriums gerade ein Experiment mit einer neuartigen Maschine durchführt, die zur Schädlingsbekämpfung Ultraschall einsetzt und auf das Nervensystem der Tiere einwirkt. Was allerdings zunächst niemand ahnt ist, dass die „Wunderwaffe“ alle Toten einer nahegelegenen Leichenhalle erweckt und zu wandelnden Leichen werden lässt.
Bei einem kurzen Zwischenstopp steigt George aus dem Auto, um sich nach dem Weg zu erkundigen, während Edna allein zurückbleibt und aus heiterem Himmel von dem kürzlich verstorbenen Landstreicher Guthrie angegriffen, jedoch nicht weiter verletzt wird. Als George seiner schockierten Begleiterin zur Hilfe eilt, verjagt er unbewusst den Nichtsesshaften ohne wirklich an ihre „Geschichte“ zu glauben. Er hält sie vielmehr für einfältig. Dies ändert sich als die Zweckgemeinschaft nachts das Anwesen der Madisons erreicht und einer panischen Katie begegnet, die sich zuvor mit ihrem Ehemann, einem Landschaftsfotografen, heftig gestritten hat. Kurz vor ihrem Eintreffen tötet der vagabundierende Guthrie den tapfer kämpfenden Martin, der jedoch unterliegt, brutal zugerichtet und zerfleischt wird, während der panischen Katie die Flucht gelingt. Der Mörder verschwindet spurlos.
Der herbeigerufene erzkonservative Provinzpolizeiinspektor beschuldigt vorurteilshaft Katie, die er aufgrund ihrer Heroinsucht als unberechenbar einstuft und in ein Krankenhaus einliefern lässt, und verdächtigt außerdem den langhaarigen George, der seiner Meinung nach einfach etwas mit dem unerklärlichen Mord zu tun haben muss. Um seine Unschuld zu beweisen, recherchiert George daraufhin gemeinsam mit Edna in dem mysteriösen Mordfall, untersucht den leeren Sarg Guthries in der unterirdischen Leichenhalle eines nahegelegenen Friedhofes und glaubt bald an die Existenz der von der Maschine ausgehenden Untoten, die mordend durch die Gegend ziehen. Im gleichen Augenblick werden Edna und George in der unterirdischen Gruft vom bleichen Zombie Guthrie attackiert, der mit Unterstützung von zwei weiteren, zuvor zum „Leben“ erweckten Toten, die Jagd auf das Duo eröffnet.
Da der halsstarrige Inspektor den unschuldigen Motorradfahrer für einen Verdächtigen hält, lässt er ihn von seinen Leuten beschatten. Einer seiner Polizisten, Craig, folgt dem Duo auf das abseits gelegene Friedhofsgelände, rettet die beiden in höchster Not vor dem Ansturm der Kreaturen und flüchtet anschließend mit ihnen in die Friedhofskapelle, wo die Gruppe sich zunächst verbarrikadiert. Um Hilfe bzw. Verstärkung anzufordern verlässt Craig jedoch die schützende Zuflucht, wird darauf von den blutgierigen Zombies erwischt, getötet und zerfleischt. Als die drei Untoten schließlich auch Edna und George in der Kapelle attackieren, entzündet George die schnell feuerfangenden Ungetüme und nutzt mit Edna die Gelegenheit für eine Flucht. Danach trennen sich die beiden. Als der Inspektor am Abend den Tatort besichtigt, stellt er eindeutig fest, dass die beiden flüchtigen Überlebenden die wahren Mörder sind.
George gelingt es derweil die neuartige Schädlingsbekämpfungsmaschine zu sabotieren und somit die Experimente vorerst zu unterbinden, deren Wirkung jedoch zuvor auf die maximale Reichweite von fünf Meilen vergrößert wurde. Folglich erwachen weitere blutrünstige Tote. Um ein drohendes Inferno zu vermeiden, plant George die kontaminierte Leiche des ermordeten Martin Madison zu verbrennen, der sich im Einflussbereich der Maschine befindet. Er wird jedoch vom zornigen Inspektor gestellt, der den besagten Leichnam zuvor ins Krankenhaus für eine Autopsie überführte, und weder an Untote noch an seine Unschuldsbeteuerungen glaubt. Seine Wut geht sogar so weit, dass er George während einer Vernehmung misshandelt. Sein unschuldiges Opfer nutzt die erste sich bietende Möglichkeit und flieht jedoch aus dem Polizeigewahrsam in Richtung städtisches Krankenhaus, wo sich neben der Leiche Martins auch die verwirrte und verletzte Edna befindet.
Das Krankenhaus wird aber unterdessen von einer immer größeren Zahl an Zombies kontrolliert, denen es u. a. gelingt eine größere Anzahl von Patienten und die drogenabhängige Katie auszuschalten und zu mutierten Untoten werden zu lassen. Eine Gruppe von Zombies um Katie und Martin fällt dann auf der Intensivstation über die stationär liegende Edna her, „infiziert“ sie, als der hereinstürmende und zu Hilfe eilende George plötzlich auftaucht. Der Hippie merkt jedoch, dass er zu spät kommt und liquidiert Edna in einem zuvor entfachten Feuer, wird jedoch seinerseits vom wütenden Inspektor mit einem Revolver niedergestreckt und getötet.
Nachdem der Inspektor die vermeintlichen mysteriösen Todesfälle aufklären konnte, steht er im Focus der Öffentlichkeit und der Presse, die ihm so zu einem gewissen Bekanntheitsgrad verhilft. Am Ende des Films fährt der alternde Ermittler in seinem Dienstwagen, vorbei an modernen betriebenen Insektenvernichtern, in sein Hotel, wo er vom wiederauferstandenen George erwartet und erwürgt wird.

## Auszeichnungen
Sitges Festival Internacional de Cinema de Catalunya
- 1974: Preisträgerin in der Kategorie „Beste Schauspielerin“: Cristina Galbó
- 1974: Preisträger in der Kategorie „Beste Spezialffekte“: Luciano Byrd und Antonio Balandin
- 1974: CEC Medal für Jorge Grau

## Kritiken
„Eine eklige Mischung aus Horrorelementen, Kannibalismus, Kritik an Fortschrittsgläubigkeit und Polizei; inhaltlich wie formal ohne jede Qualität.“

„Diese spanisch-italienische Co-Produktion ist wirklich gar nicht schlecht gelungen. Sicher, man erkennt auch als Blinder, daß das große Vorbild ‚Die Nacht der lebenden Toten‘ aus dem Jahre 1968 von George A. Romero ist, aber das ganze ist recht nett in Szene gesetzt, ist spannend und streckenweise auch recht blutig. […] ein schöner, düsterer und sehr schmuddeliger Untotenspaß.“